# Belgische kwalificatie voor het Europees kampioenschap voetbal 1996
België nam van september 1994 tot november 1995 deel aan de kwalificatiecampagne voor het EK 1996 in Engeland, maar wist zich niet te plaatsen voor het eindtoernooi. De onsuccesvolle kwalificatiecampagne betekende het einde van het bondscoachschap van Paul Van Himst. De Rode Duivels werden in hun groep derde achter Spanje en Denemarken.

## Kwalificatie
België begon op 7 september 1994 in het Constant Vanden Stockstadion aan de EK-kwalificatiecampagne. Het versloeg voor eigen volk Armenië met 2-0. Een eigen doelpunt van verdediger Yervand Krbachyan opende al na drie minuten de score. In de tweede helft stelde Marc Degryse de zege veilig met een harde schuiver. Een maand later liet Van Himst de 24-jarige Gert Verheyen debuteren in de nationale ploeg. De toenmalige aanvaller van Club Brugge mocht meespelen in het duel tegen Europees kampioen Denemarken. De Rode Duivels verloren de belangrijke wedstrijd met 3-1. Degryse bracht België na een halfuur op voorsprong, maar zag hoe Denemarken vrijwel meteen gelijk maakte via Kim Vilfort. In de tweede helft bezorgden John Jensen en Mark Strudal hun land de drie punten.
In november 1994 liet Van Himst opnieuw een jonge aanvaller debuteren. De 23-jarige Gilles De Bilde, die enkele maanden later de Gouden Schoen zou winnen, mocht meespelen tegen Macedonië. België kwam voor eigen volk niet verder dan een gelijkspel. Verheyen opende na een halfuur de score, maar in de tweede helft zorgde Zoran Boškovski voor de gelijkmaker. Hij strafte een flater van Michel Preud'homme af. Door het gelijkspel verloren de Duivels twee belangrijke punten.
Op 17 december 1994 volgde de belangrijke thuiswedstrijd tegen Spanje. België kwam opnieuw op voorsprong via Degryse, maar verloor uiteindelijk met zware cijfers. Het werd 1-4 na goals van de Spanjaarden Fernando Hierro, Donato, Julio Salinas en Luis Enrique. Tijdens de wedstrijd, die net als de voorgaande kwalificatieduels in het stadion van Anderlecht georganiseerd werd, werd Club Brugge-middenvelder Franky Van der Elst genadeloos hard uitgefloten door de Belgische supporters. Na de zware nederlaag zette Van der Elst (tijdelijk) een punt achter zijn interlandloopbaan.
In maart 1995 kregen de Duivels een herkansing. Het elftal van Van Himst mocht het in Sevilla opnieuw opnemen tegen de Spanjaarden. Ditmaal werd een zware nederlaag vermeden. Het werd 1-1: Julen Guerrero opende na 24 minuten de score, twee minuten later maakte Degryse gelijk. De Grieks-Limburgse middenvelder Emmanuel Karagiannis maakte in dat duel zijn debuut voor België. Een maand later wonnen de Duivels met 2-0 van Cyprus. Karagiannis opende na 20 minuten de score. Net na de rust diepte Gunther Schepens de voorsprong verder uit.
In juni 1995 volgde de uitwedstrijd tegen Macedonië, die zonder publiek gespeeld werd. De Duivels wonnen het duel overtuigend met 0-5. De doelpuntenmakers waren Enzo Scifo (2x), Georges Grün, Bruno Versavel en opnieuw Schepens. Op 6 september 1995 stond de belangrijke thuiswedstrijd tegen Denemarken op het programma. Als de Belgen het duel wonnen, hadden ze in de stand evenveel punten als Denemarken. Maar het elftal van Van Himst moest opnieuw zijn meerdere erkennen. De Denen wonnen in het Koning Boudewijnstadion net als in de heenwedstrijd met 1-3. Michael Laudrup en Mikkel Beck brachten het team van bondscoach Richard Møller Nielsen al snel op voorsprong. Vijf minuten later zorgde Grün voor de aansluitingstreffer. In het slot van de wedstrijd stelde Vilfort de Deense zege veilig.
Op 7 oktober 1995 werd met 0-2 van Armenië gewonnen dankzij twee goals van Luc Nilis. Maar omdat Denemarken vier dagen later een punt veroverde tegen Spanje kon het niet meer ingehaald worden door de Rode Duivels. Op de overbodige slotspeeldag speelde België 1-1 gelijk tegen Cyprus. De Bilde scoorde na een uur zijn eerste doelpunt voor de nationale ploeg.
Na de teleurstellende EK-kwalificatiecampagne nam de Koninklijke Belgische Voetbalbond (KBVB) afscheid van bondscoach Paul Van Himst. Hij werd opgevolgd door zijn assistent Wilfried Van Moer. Ook aanvoerder Georges Grün kwam na de mislukte campagne niet meer in actie voor de nationale ploeg. Zijn aanvoerdersband werd overgenomen door Enzo Scifo.

### Kwalificatieduels
| 7 september 1994 | België     | 2 – 0 | Armenië    |
| 12 oktober 1994  | Denemarken | 3 – 1 | België     |
| 16 november 1994 | België     | 1 – 1 | Macedonië  |
| 17 december 1994 | België     | 1 – 4 | Spanje     |
| 29 maart 1995    | Spanje     | 1 – 1 | België     |
| 26 april 1995    | België     | 2 – 0 | Cyprus     |
| 7 juni 1995      | Macedonië  | 0 – 5 | België     |
| 6 september 1995 | België     | 1 – 3 | Denemarken |
| 7 oktober 1995   | Armenië    | 0 – 2 | België     |
| 15 november 1995 | Cyprus     | 1 – 1 | België     |

### Stand groep 2
| Land       | GW | W | G | V | DV | DT | +/- | Ptn |
| ---------- | -- | - | - | - | -- | -- | --- | --- |
| Spanje     | 10 | 8 | 2 | 0 | 25 | 4  | +21 | 26  |
| Denemarken | 10 | 6 | 3 | 1 | 19 | 9  | +10 | 21  |
| België     | 10 | 4 | 3 | 3 | 17 | 13 | +4  | 15  |
| Macedonië  | 10 | 1 | 4 | 5 | 9  | 18 | -9  | 7   |
| Cyprus     | 10 | 1 | 4 | 5 | 6  | 20 | -14 | 7   |
| Armenië    | 10 | 1 | 2 | 7 | 5  | 17 | -12 | 5   |

## Technische staf
| Naam              | Functie           |
| ----------------- | ----------------- |
| Technische staf   |                   |
| Paul Van Himst    | Bondscoach        |
| Wilfried Van Moer | Assistent-trainer |

## Uitrustingen
Sportmerk: Diadora
| Thuis | Uit | Doelman |

## Doelpuntenmakers
| Naam                 | Goals | GW |
| -------------------- | ----- | -- |
| Marc Degryse         | 4     | 8  |
| Gunther Schepens     | 2     | 6  |
| Luc Nilis            | 2     | 5  |
| Georges Grün         | 2     | 4  |
| Enzo Scifo           | 2     | 3  |
| Gilles De Bilde      | 1     | 8  |
| Emmanuel Karagiannis | 1     | 6  |
| Gert Verheyen        | 1     | 4  |
| Bruno Versavel       | 1     | 1  |

KBVB · A-internationals · Selecties · Statistieken · Bondscoaches · Belgisch vrouwenelftal · Olympisch elftal · België U21 · België U20 · België U19 · België U18 · België U17 · België U16 · Vrouwen U19 · Vrouwen U17
Albanië ·
Algerije ·
Andorra ·
Argentinië ·
Armenië ·
Australië ·
Azerbeidzjan ·
Bosnië en Herzegovina · 
Brazilië ·
Bulgarije ·
Burkina Faso ·
Canada ·
Chili ·
Colombia ·
Costa Rica ·
Cyprus ·
DDR ·
Denemarken ·
Duitsland ·
Egypte ·
El Salvador ·
Engeland ·
Estland ·
Faeröer ·
Finland ·
Frankrijk ·
Gabon ·
Gibraltar ·
Griekenland ·
Hongarije ·
Ierland ·
IJsland ·
Irak ·
Israël ·
Italië ·
Ivoorkust ·
Japan ·
Joegoslavië ·
Kazachstan ·
Kroatië · 
Letland ·
Litouwen ·
Luxemburg ·
Malta ·
Marokko ·
Mexico ·
Montenegro · 
Nederland ·
Noord-Ierland ·
Noord-Macedonië ·
Noorwegen ·
Oekraïne ·
Oostenrijk ·
Panama · 
Paraguay ·
Peru ·
Polen ·
Portugal ·
Qatar ·
Roemenië ·
Rusland ·
San Marino ·
Saoedi-Arabië ·
Schotland ·
Servië ·
Servië en Montenegro ·
Slovenië ·
Slowakije ·
Sovjet-Unie ·
Spanje ·
Tsjechië ·
Tsjecho-Slowakije ·
Tunesië · 
Turkije · 
Uruguay · 
Verenigde Staten · 
Wales · 
Wit-Rusland ·
Zambia · 
Zuid-Korea · 
Zweden · 
Zwitserland
Algerije (2014) ·
Argentinië (2014) · 
Brazilië (2018) · 
Canada (2022) · 
Denemarken (2021) · 
Engeland (2018, 1) · 
Engeland (2018, 2) · 
Finland (2021) · 
Frankrijk (1904) ·
Frankrijk (2018) · 
Ierland (2016) · 
Italië (2016) · 
Italië (2021) · 
Japan (2018) · 
Kroatië (2022) · 
Marokko (2022) · 
Nederland (1985) · 
Panama (2018) ·
Polen (1982) · 
Portugal (2021) · 
Rusland (2014) · 
Rusland (2021) · 
Sovjet-Unie (1982) · 
Tunesië (2018) · 
Verenigde Staten (2014) ·
West-Duitsland (1980) · 
Zuid-Korea (2014)